# 克鲁伊-圣皮埃尔
克鲁伊-圣皮埃尔（法語：Crouy-Saint-Pierre，法語發音：[kʁui sɛ̃ pjɛʁ]）是法国上法蘭西大區索姆省的一个市镇，属于亚眠区。该市镇于1972年由原市镇克鲁伊（Crouy）和圣皮埃尔阿古伊（Saint-Pierre-à-Gouy）合并而成。

## 地理
克鲁伊-圣皮埃尔（49°58'9"N, 2°5'15"E）面积10.51 平方千米，位于法国上法蘭西大區索姆省，该省份为法国北部沿海省份，北起加来海峡省和北部省，西接滨海塞纳省和大西洋英吉利海峡，南至瓦兹省，东临埃纳省。
与克鲁伊-圣皮埃尔接壤的市镇（或旧市镇、城区）包括：伊泽、富德里努瓦、索姆河畔贝卢瓦、布尔东、索姆河畔昂热斯特、皮基尼、苏村。
克鲁伊-圣皮埃尔的时区为UTC+01:00、UTC+02:00（夏令时）。

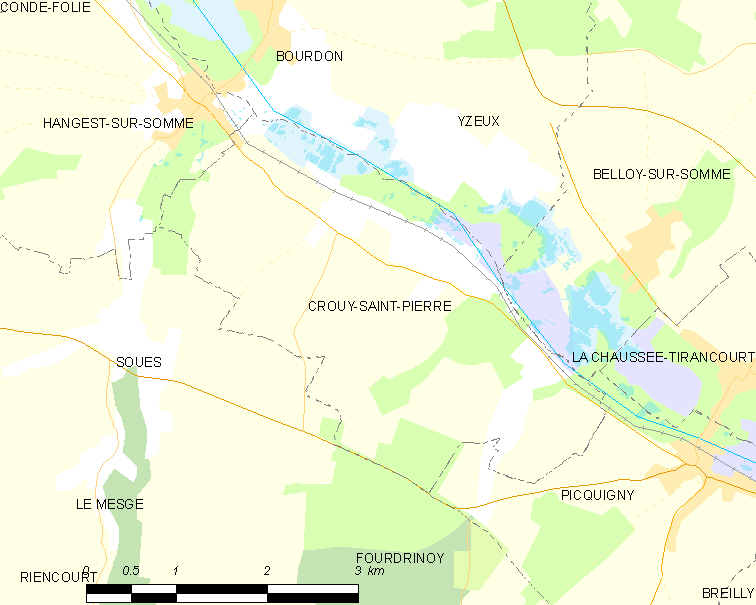
克鲁伊-圣皮埃尔的OSM定位图

## 行政
克鲁伊-圣皮埃尔的邮政编码为80310，INSEE市镇编码为80229。

## 政治
克鲁伊-圣皮埃尔所属的省级选区为索姆河畔阿伊县。

## 人口

1962-2008年间克鲁伊-圣皮埃尔人口变化图示

克鲁伊-圣皮埃尔于2022年1月1日时的人口数量为373人。